# Ballerina (singel)
Ballerina – singel Malou Prytz, wydany 2 lutego 2020. Utwór napisali i skomponowali napisali i skomponowali Thomas G:son, Peter Boström oraz Jimmy Jansson. Singel dotarł do 50. miejsca na oficjalnej szwedzkiej liście sprzedaży. Utwór brał udział w Melodifestivalen 2020.

## Lista utworów
- Digital download[5]

1. „Ballerina” – 3:02

## Notowania
| Kraj    | Notowanie (2020)  | Najwyższa pozycja |
| ------- | ----------------- | ----------------- |
| Szwecja | Sverigetopplistan | 40                |